# Borislav Mihajlović Mihiz
Borislav Mihajlović Mihiz (en serbe : Борислав Михајловић Михиз ; né le 17 octobre 1922 à Irig et mort le 15 décembre 1997 à Belgrade) est un écrivain, essayiste, dramaturge, scénariste et critique littéraire yougoslave et serbe.

## Biographie
Borislav Mihajlović Mihiz est né en 1922 à Irig, dans l'ancien Royaume des Serbes, Croates et Slovènes ; il est issu d'une famille de prêtres. Il termine ses études secondaires au lycée classique de Sremski Karlovci et, après la fin de la Seconde Guerre mondiale, il s'inscrit à la Faculté de philosophie de l'université de Belgrade, dans la section de langue et littérature serbo-croates. Après avoir obtenu son diplôme en 1949, il est employé comme assistant au musée de Vuk et Dositej, où il reste pendant environ un an. De 1951 à 1954, il travaille comme critique littéraire pour le magazine NIN mais, à cause de ses relations avec Milovan Đilas, un dissident du régime communiste yougoslave, il est contraint de quitter cet emploi,. En 1956, il devient directeur de la bibliothèque de la Matica Srpska et, de 1960 à 1963, il a travaille comme directeur artistique de la société de production cinématographique Avala Film. En 1967, il devient le rédacteur en chef de la maison d'édition Prosveta, et après quatre mois, il quitte ce poste en raison d'un désaccord avec la politique éditoriale de la maison. Avec Mira Trailović, il crée l'Atelier 212, un théâtre de Belgrade, et il en est le conseiller artistique de 1971 à 1983.
Au cours de sa vie, Borislav Mihajlović Mihiz a été l'ami ou le collaborateur de nombreuses personnalités de la vie culturelle et publique, notamment Mića Popović, Vojislav J. Đurić, Dobrica Ćosić, Dejan Medaković, Borislav Pekić, Meša Selimović, Ivo Andrić, Matija Bećković, Milovan Đilas, Danilo Kiš etc,.

## Œuvres diverses

### Théâtre
- 1963 : Banović Strahinja [« Le Ban Strahinja »], Prosveta, 159 p. (lire en ligne)[N 1],[2],[6]
- 1966 : Komandant Sajler (Le Commandant Sayler)[2]
- 1969 : Kraljević Marko (Le Prince Marko)[2]
- 1986 : Optuženi Pera Todorović (L'Accusé Pera Todorović)[7]

### Autres écrits
- 1947 : Pesme (Poèmes)
- 1951 : Ogledi [« Essais »], Novo pokoljenje, 230 p. (lire en ligne)
- 1956 : Od istog čitaoca [« Du même lecteur »], Nolit, 371 p. (lire en ligne)
- 1956 : Srpski pesnici između dva rata [« Les Poètes serbes de l'entre-deux-guerres »], Nolit, 322 p. (lire en ligne) - Anthologie
- 1971 : Književni razgovori [« Conversations littéraires »], Srpska književna zadruga, 312 p. (lire en ligne) - Recueil de critiques littéraires
- 1986 : Izdajnici (Les Traîtres)
- 1988 : Portreti [« Portraits »], Nolit, 419 p. (lire en ligne)
- 1990 : Autobiografija o drugima [« Autobiographie des autres »]
- 1993 : Autobiografija o drugima [« Autobiographie des autres »], t. 2, BIGZ (lire en ligne)

### Scénarios
- 1953 : Branko Radičević de Ljubiša Jocić et Vera Jocić[8]
- 1963 : Dve noći u jednom danu (Deux Nuits en un jour), de Radenko Ostojić, avec Antonije Isaković[9]
- 1964 : Put oko sveta (Le Voyage autour du monde), de Soja Jovanović, scénario coécrit avec Nenad Jovičić[10]
- 1966 : Roj de Miodrag Popović, scénario coécrit avec Miodrag Popović[11]
- 1966 : Orlovi rano lete (Les Aigles volent tôt) de Miodrag Popović, scénario coécrit avec Miodrag Popović[12], d'après le roman de Branko Ćopić[13]
- 1969 : Silom otac (Père de force) de Soja Jovanović, scénario coécrit avec Soja Jovanović[14]
- 1972 : Derviš i smrt (Le Derviche et la Mort) de Sava Mrmak et Branko Pleša, d'après le roman Le Derviche et la Mort de Meša Selimović[15]
- 1974 : Derviš i smrt (Le Derviche et la Mort) de Zdravko Velimirović, d'après le roman Le Derviche et la Mort de Meša Selimović[16]
- 1977 : Ranjeni orao (L'Aigle blessé) de Soja Jovanović, d'après Mir-Jam[17]
- 1981 : Dorotej de Zdravko Velimirović[18], d'après le roman de Dobrilo Nenadić
- 1983 : Korespondencija (Correspondance) d'Arsenije Jovanović et Sava Mrmak, scénario coécrit avec Borislav Pekić[19]

## Reconnaissance et postérité
Borislav Mihajlović Mihiz a reçu de nombreux prix littéraires, dont le prix Sterija pour le drame Banović Strahinja, le prix Sterija pour sa dramatisation de l'autobiographie de Branislav Nušić, le prix Sterija pour son adaptation de la correspondance de Branislav Pekić, le prix Marin Držić de l'Association des artistes dramatiques de Yougoslavie pour le drame Banović Strahinja, le prix de la Bibliothèque Đorđe Jovanović pour son livre de critique littéraire Portraits, le prix Miloš-Crnjanski pour le premier volume de son Autobiographie sur les autres ou le prix Čalabrčak pour son essai Sous le signe du maïs.
Le prix Borislav-Mihajlović-Mihiz a été créé en son honneur par le Fonds Borislav Mihajlović Mihiz la Salle de lecture serbe d'Irig (en serbe : Srpska čitaonica iz Iriga), la ville natale de l'écrivain ; décerné le 17 octobre de chaque année depuis 2005 sous les auspices du Conseil exécutif de Voïvodine et du ministère serbe de la Culture, il récompense une création dramatique. 
En 2016, une rue du quartier de Dorćol à Belgrade portait en concurrence le nom de Borislav Mihajlović Mihiz avec celui de Vladimir Nešić, le nom des deux personnalités désignant la rue. Le lycée professionnel d'Irig, qui a ouvert ses portes en 2009, s'appelle le « Lycée professionnel Borislav Mihajlović Mihiz » (en serbe : Srednja stručna škola “Borislav Mihajlović Mihiz”),.